# Tour delle The Cheetah Girls
Di seguito sono riportati i tour effettuati dal gruppo statunitense delle Cheetah Girls.

## Cheetah-Licious Christmas Tour
Nell'inverno del 2005, le Cheetah Girls sono andate in tour per pubblicizzare il loro album Cheetah-licious Christmas. Aly & AJ e Hannah Montana sono andate con loro, per l'apertura, e a pubblicizzare i loro album. Le Cheetah Girls inoltre hanno cantato tutte le loro canzoni, comprese quelle della colonna sonora del film che le vedeva protagoniste.

## The Party's Just Begun Tour
Nel luglio del 2006 le ragazze hanno dichiarato di non sapere se Raven-Symoné si sarebbe unita al tour. Tuttavia, in un'intervista successiva hanno affermato che Raven non sarebbe andata con loro. Alla fine il titolo del tour è stato quello della colonna sonora del CD The Cheetah Girls 2, The Party's Just Begun.
La fase di apertura dei concerti è stata eseguita da Miley Cyrus (Hannah Montana) per i primi 20 giorni, Vanessa Anne Hudgens per i 20 giorni successivi e Everlife per gli ultimi 40 giorni. Jordan Pruitt è stato l'ospite speciale durante il tour delle 40 prime città. Il gruppo T-Squad è stato l'ospite speciale per 58 giorni.
Le Cheetah Girls hanno eseguito le canzoni di tutti gli album che hanno fatto. Inoltre hanno eseguito una canzone dell'album che sarebbe uscito nel 2007-2008.

### Tappe
| Data         | Luogo                                             | Città                              | All'Apertura                             |
| 2006         |                                                   |                                    |                                          |
| ------------ | ------------------------------------------------- | ---------------------------------- | ---------------------------------------- |
| 15 settembre | Key Arena at The Seattle Center                   | Seattle, Washington                | Hannah Montana e Jordan Pruitt           |
| 17 settembre | Portland Memorial Coliseum                        | Portland, Oregon                   | Hannah Montana e Jordan Pruitt           |
| 19 settembre | HP Pavilion at San Jose                           | San Jose, California               | Hannah Montana e Jordan Pruitt           |
| 20 settembre | Stockton Arena                                    | Stockton, California               | Hannah Montana e Jordan Pruitt           |
| 21 settembre | Gibson Amphitheatre                               | Universal City, California         | Hannah Montana e Jordan Pruitt           |
| 22 settembre | SaveMart Center                                   | Fresno, California                 | Hannah Montana e Jordan Pruitt           |
| 24 settembre | Dodge Theatre                                     | Phoenix, Arizona                   | Hannah Montana e Jordan Pruitt           |
| 26 settembre | Lecture Hall                                      | Denver, Colorado                   | Hannah Montana e Jordan Pruitt           |
| 29 settembre | Allstate Arena                                    | Rosemont, Illinois                 | Hannah Montana e Jordan Pruitt           |
| 30 settembre | Mark of Quad Cities                               | Moline, Illinois                   | Hannah Montana e Jordan Pruitt           |
| 1º ottobre   | Fox Theatere                                      | St. Louis, Missouri                | Hannah Montana e Jordan Pruitt           |
| 4 ottobre    | Nokia Theatre                                     | Grand Prairie, Texas               | Hannah Montana e Jordan Pruitt           |
| 5 ottobre    | AT&T Center                                       | San Antonio, Texas                 | Hannah Montana e Jordan Pruitt           |
| 6 ottobre    | Reliant Arena                                     | Houston, Texas                     | Hannah Montana, Jordan Pruitt e Everlife |
| 9 ottobre    | Jacksonville Arena                                | Jacksonville, Florida              | Hannah Montana e Jordan Pruitt           |
| 10 ottobre   | BankAtlantic Center                               | Sunrise, Florida                   | Hannah Montana, Jordan Pruitt e Everlife |
| 11 ottobre   | St. Pete Times Forum                              | Tampa, Florida                     | Hannah Montana e Jordan Pruitt           |
| 13 ottobre   | Arena at Gwinnett Center                          | Duluth, Georgia                    | Hannah Montana e Jordan Pruitt           |
| 14 ottobre   | Cricket Arena                                     | Charlotte, Carolina del Nord       | Hannah Montana e Jordan Pruitt           |
| 15 ottobre   | Constant Convocation Center                       | Norfolk, Virginia                  | Vanessa Hudgens e Jordan Pruitt          |
| 17 ottobre   | D.A.R. Constitution Hall                          | Washington, D.C.                   | Vanessa Hudgens e Jordan Pruitt          |
| 18 ottobre   | Hartford Civic Center                             | Hartford, Connecticut              | Vanessa Hudgens e Jordan Pruitt          |
| 20 ottobre   | Nassau Coliseum                                   | Uniondale, New York                | Vanessa Hudgens e Jordan Pruitt          |
| 21 ottobre   | Continental Airlines Arena                        | East Rutherford, New Jersey        | Vanessa Hudgens e Jordan Pruitt          |
| 22 ottobre   | GIANT Center                                      | Hershey, Pennsylvania              | Vanessa Hudgens e Jordan Pruitt          |
| 1º novembre  | DCU Center                                        | Worcester, Massachusetts           | Vanessa Hudgens e Jordan Pruitt          |
| 3 novembre   | Arena at Harbor Yard                              | Bridgeport, Connecticut            | Vanessa Hudgens e Jordan Pruitt          |
| 4 novembre   | Sovereign Center                                  | Reading, Pennsylvania              | Vanessa Hudgens e Jordan Pruitt          |
| 5 novembre   | Wachovia Spectrum                                 | Filadelfia, Pennsylvania           | Vanessa Hudgens e Jordan Pruitt          |
| 8 novembre   | Wolstein Center                                   | Cleveland, Ohio                    | Vanessa Hudgens e Jordan Pruitt          |
| 9 novembre   | Nationwide Arena                                  | Columbus, Ohio                     | Vanessa Hudgens e Jordan Pruitt          |
| 10 novembre  | Masonic Temple Theatre                            | Detroit, Michigan                  | Vanessa Hudgens e Jordan Pruitt          |
| 12 novembre  | Qwest Center                                      | Omaha, Nebraska                    | Vanessa Hudgens e Jordan Pruitt          |
| 14 novembre  | Milwaukee Theatre                                 | Milwaukee, Wisconsin               | Vanessa Hudgens e Jordan Pruitt          |
| 15 novembre  | Xcel Energy Center                                | Saint Paul, Minnesota              | Vanessa Hudgens e Jordan Pruitt          |
| 18 novembre  | Coliseo Jose Miguel Agrelot                       | Hato Rey, Porto Rico               | Angels e Los Nenes                       |
| 27 novembre  | Tulsa Convention Center                           | Tulsa, Oklahoma                    | Everlife                                 |
| 29 novembre  | American Bank Center Arena                        | Corpus Christi, Texas              | Everlife                                 |
| 30 novembre  | Dodge Arena                                       | Hidalgo, Texas                     | Everlife                                 |
| 2 dicembre   | Alltel Arena                                      | North Little Rock, Arkansas        | Everlife                                 |
| 3 dicembre   | CenturyTel Center                                 | Bossier City, Louisiana            | Everlife                                 |
| 5 dicembre   | FedExForum                                        | Memphis, Tennessee                 | Everlife                                 |
| 6 dicembre   | Gaylord Entertainment Center                      | Nashville, Tennessee               | Everlife                                 |
| 8 dicembre   | Roberts Stadium                                   | Evansville, Indiana                | Everlife                                 |
| 11 dicembre  | Van Andel Arena                                   | Grand Rapids, Michigan             | Everlife                                 |
| 12 dicembre  | John Labatt Centere                               | London, Ontario                    | Everlife                                 |
| 13 dicembre  | Air Canada Centere                                | Toronto, Ontario                   | Everlife                                 |
| 15 dicembre  | Verizon Wireless Center                           | Manchester, New Hampshire          | Everlife                                 |
| 16 dicembre  | Boardwalk Hall                                    | Atlantic City, New Jersey          | Everlife                                 |
| 17 dicembre  | Mellon Arena                                      | Pittsburgh, Pennsylvania           | Everlife                                 |
| 19 dicembre  | Sovereign Bank Arena                              | Trenton, New Jersey                | Everlife                                 |
| 20 dicembre  | Arena at Harbor Yard                              | Bridgeport, Connecticut            | Everlife                                 |
| 21 dicembre  | Nassau Veterans Memorial Coliseum                 | Uniondale, New York                | Everlife                                 |
| 29 dicembre  | North Charleston Coliseum                         | North Charleston, Carolina del Sud | Everlife                                 |
| 30 dicembre  | BI-LO Center                                      | Greenville, Carolina del Sud       | Everlife                                 |
| 31 dicembre  | Gwinnett Center                                   | Duluth, Georgia                    | Everlife                                 |
| 2007         |                                                   |                                    |                                          |
| 3 gennaio    | Nokia Theatre                                     | Grand Prairie, Texas               | Everlife                                 |
| 5 gennaio    | Frank Erwin Center                                | Austin, Texas                      | Everlife                                 |
| 6 gennaio    | Laredo Entertainment Center                       | Laredo, Texas                      | Everlife                                 |
| 7 gennaio    | AT&T Center                                       | San Antonio, Texas                 | Everlife                                 |
| 9 gennaio    | UTEP Don Haskins Center                           | El Paso, Texas                     | Everlife e T-Squad                       |
| 12 gennaio   | Honda Center (formerly Arrowhead Pond of Anaheim) | Anaheim, California                | Everlife e T-Squad                       |
| 13 gennaio   | iPay One Center at the Sports Arena               | San Diego, California              | Everlife e T-Squad                       |
| 14 gennaio   | Thomas and Mack Center                            | Las Vegas, Nevada                  | Everlife e T-Squad                       |
| 30 gennaio   | Rabobank Arena Theater and Convention Center      | Bakersfield, California            | Everlife e T-Squad                       |
| 3 febbraio   | Neal S. Blaisdell Arena                           | Honolulu, Hawaii                   | Everlife                                 |
| 4 febbraio   | Neal S. Blaisdell Arena                           | Honolulu, Hawaii                   | Everlife                                 |
| 4 marzo      | Reliant Stadium                                   | Houston, Texas                     | Everlife                                 |